# ارمسترونغ ويتوورث أبولو
ارمسترونغ ويتوورث أبولو  (بالإنجليزية: Armstrong Whitworth Apollo)‏ هي نموذج طائرة ركاب، بأربعة محركات مرواح توربنيه. أنتجت في بريطانيا. من صناعة ارمسترونغ ويتوورث للطائرات. كان أول طيران لها في 1949. دخلت الخدمة في 1952، انتهت خدمتها في 1957.